# La Bouza
La Bouza es un municipio y localidad española de la provincia de Salamanca, en la comunidad autónoma de Castilla y León. Se integra dentro de la comarca de Ciudad Rodrigo y la subcomarca del Campo de Argañán. Pertenece al partido judicial de Ciudad Rodrigo.
Su término municipal está formado por un solo núcleo de población, ocupa una superficie total de 14,57 km² y según los datos demográficos recogidos en el padrón municipal elaborado por el INE en el año 2017, cuenta con una población de 52 habitantes. Todo su territorio se sitúa dentro del parque natural de Arribes del Duero, un espacio natural protegido de gran valor ambiental y turístico.

## Etimología
El nombre de este pueblo significa "bosque denso" en lengua leonesa y gallego-portuguesa (esta localidad fue fundada y repoblada por gallegos venidos del suroeste de la provincia de Orense, de ahí que se conservase vivo un dialecto gallego-portugués todavía hasta principios del siglo XX).

## Geografía
La Bouza se encuentra situada en el noroeste salmantino. Hace frontera con Portugal. Dista 142 km de Salamanca capital. 
Se integra dentro de la comarca del Campo de Argañán. Pertenece a la Mancomunidad Puente La Unión y al partido judicial de Vitigudino.
Su término municipal se encuentra dentro del parque natural de Arribes del Duero, un espacio natural protegido de gran atractivo turístico.
| Noroeste: Almofala (Portugal) | Norte: Ahigal de los Aceiteros | Noreste: Ahigal de los Aceiteros |
| Oeste: Escarigo (Portugal)    |                                | Este: Puerto Seguro              |
| Suroeste: Vermiosa (Portugal) | Sur: Aldea del Obispo          | Sureste: Villar de Ciervo        |

## Historia
La fundación de La Bouza se remonta a la repoblación efectuada por los reyes de León en la zona en los siglos XI y XII. Posteriormente, La Bouza pasó a depender del monasterio de Santa María de Aguiar por orden del rey Alfonso IX de León. que se situaba en territorio actualmente portugués pero entonces leonés. Y es que un hecho significativo para La Bouza fue la pérdida del Riba-Coa por parte de León en el Tratado de Alcañices (1297) que convirtió en fronteriza la localidad ya que hasta entonces la frontera luso-leonesa se situaba en el río Coa. Con la creación de las actuales provincias en 1833, La Bouza quedó integrado en la provincia de Salamanca, dentro de la Región Leonesa.

## Demografía
La Bouza cuenta con una población de 49 habitantes (INE 2024).
| Gráfica de evolución demográfica de La Bouza entre 1842 y 2021                                                                                             |
| |
| Población de derecho según los censos de población del INE Población de hecho según los censos de población del INEEn este censo se denominaba Bonza: 1842 |

Según el Instituto Nacional de Estadística, La Bouza tenía, a 31 de diciembre de 2018, una población total de 53 habitantes, de los cuales 24 eran hombres y 29 mujeres. Respecto al año 2000, el censo refleja 70 habitantes, de los cuales 33 eran hombres y 37 mujeres. Por lo tanto, la pérdida de población en el municipio para el periodo 2000-2018 ha sido de 17 habitantes, un 25% de descenso.

## Monumentos y lugares de interés
- Iglesia parroquial de Nuestra Señora de la Asunción.
- Mirador de la Horca.

## Administración y política
| Partido político                         | 2019  | 2019  | 2019       | 2015  | 2015  | 2015       | 2011  | 2011  | 2011       | 2007  | 2007  | 2007       | 2003  | 2003  | 2003       |
| Partido político                         | %     | Votos | Concejales | %     | Votos | Concejales | %     | Votos | Concejales | %     | Votos | Concejales | %     | Votos | Concejales |
| Partido Popular (PP)                     | 84,21 | 32    | 3          | 73,53 | 25    | 2          | 63,64 | 28    | 2          | 72,34 | 34    | 1          | 64,41 | 38    | 1          |
| Partido Socialista Obrero Español (PSOE) | 10,53 | 4     | 0          | 5,88  | 2     | 1          | 29,55 | 13    | 1          | 27,66 | 13    | 0          | 33,90 | 20    | 0          |

El alcalde de La Bouza no recibe ningún tipo de prestación económica por su trabajo al frente del ayuntamiento (2017).

## Véase también

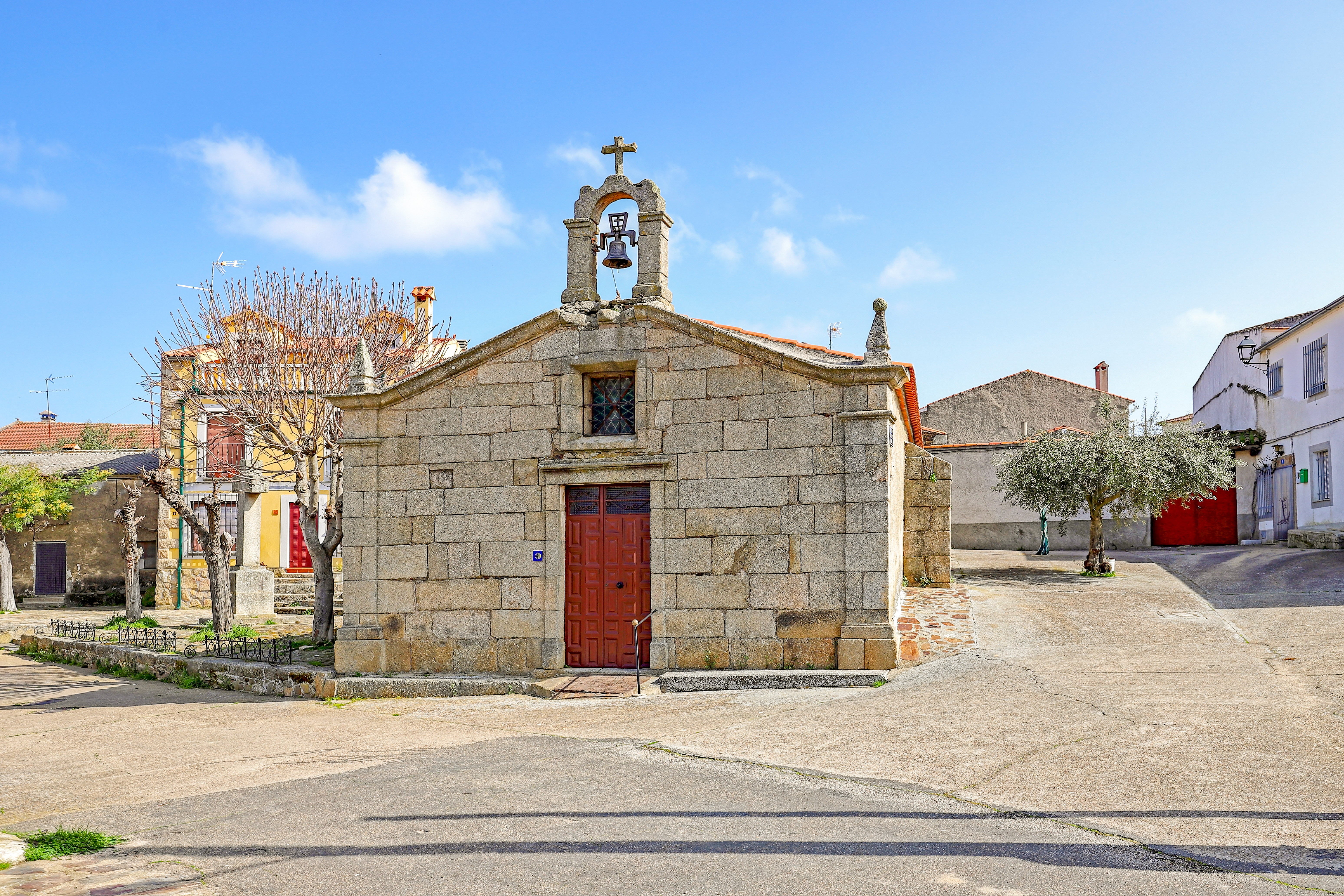
Iglesia de La Asunción

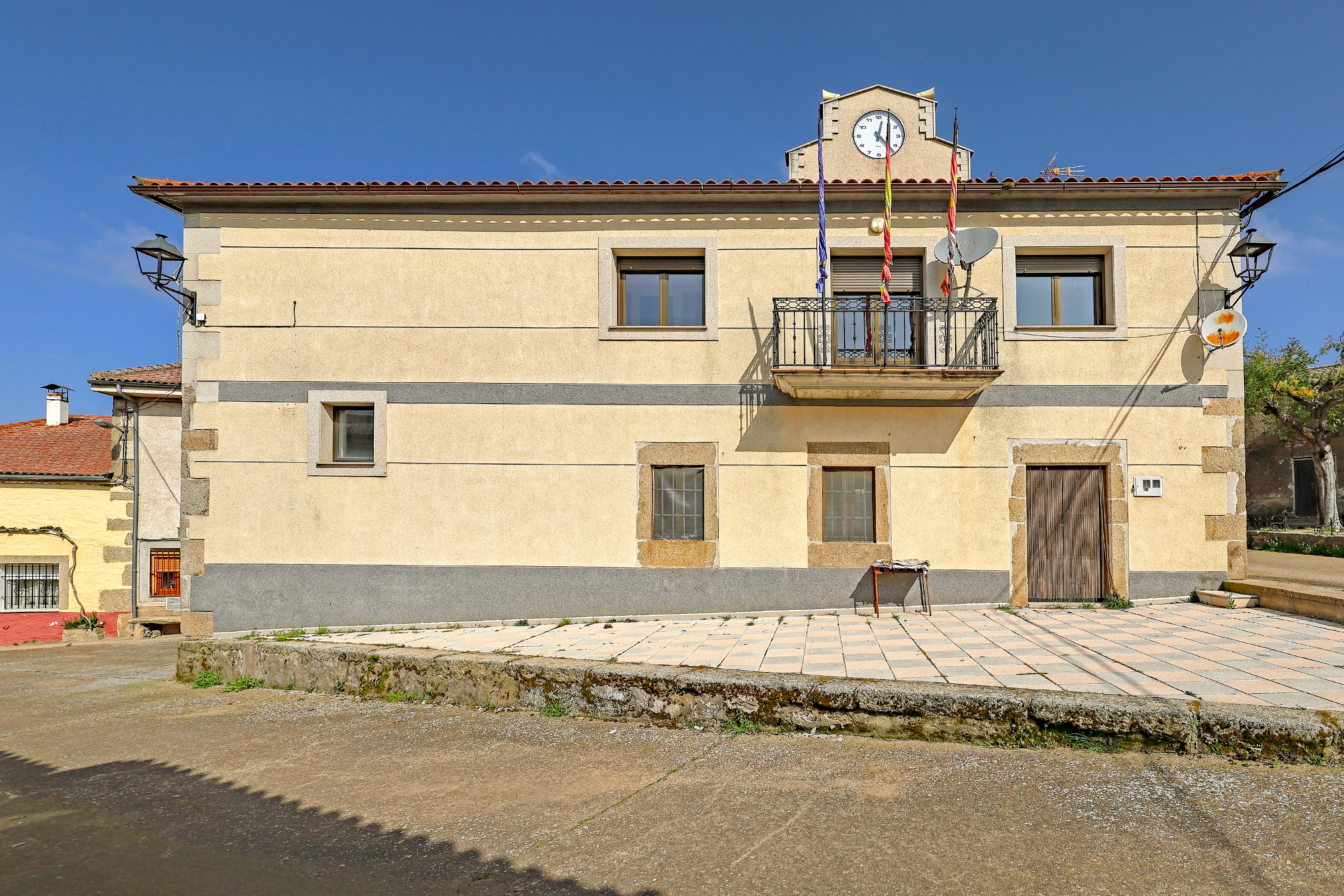
Ayuntamiento

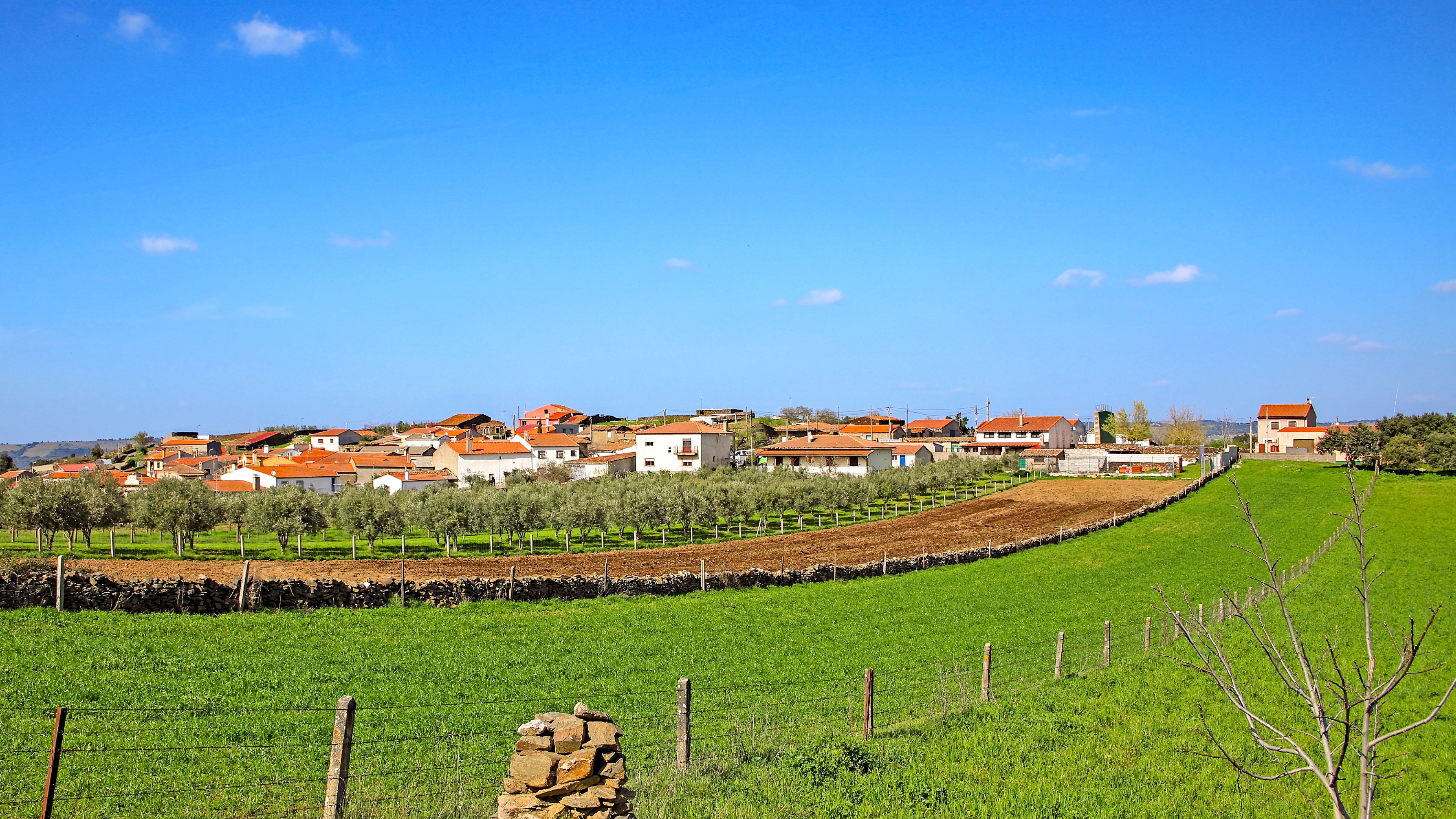
Panorámica

### Localidades cercanas
| - Aldea del Obispo - Escarigo (Portugal) | - Puerto Seguro |